# Thoigné
Thoigné – miejscowość i gmina we Francji, w regionie Kraj Loary, w departamencie Sarthe.
Według danych na rok 1990 gminę zamieszkiwały 132 osoby, a gęstość zaludnienia wynosiła 18 osób/km² (wśród 1504 gmin Kraju Loary Thoigné plasuje się na 1100. miejscu pod względem liczby ludności, natomiast pod względem powierzchni na miejscu 1112.).